# 清真前河沿寺
清真前河沿寺是中国甘肃省临夏回族自治州临夏市八坊十三巷的一座清真寺，位于临夏市八坊街道前河沿社区新西路14号。

## 历史
在八坊十三巷的清真寺中，前河沿寺属于新建寺院，创建于1980年，邻近清真铁家寺。
前河沿寺仿照棉兰清真寺的建筑形制，色调以纯白和淡绿为主。前殿两侧有两座对称的四层圆顶邦克楼。

## 建筑
清真前河沿寺于2006年公布为临夏市文物保护单位。